# Yat Sen
El Yat Sen (en chino: 逸仙, en pinyin: Yi Xian) fue una cañonera de la Armada de la República China que participó en la segunda guerra sino-japonesa y en la Segunda Guerra Mundial en manos del Imperio del Japón. Entró en servicio en 1930. Fue el único de su clase en ser construido, pese al haber estado en producción una segunda unidad.

## Diseño y construcción
El Yat Sen estaba basado en el Yung Sui (永綏), una cañonera que inició su construcción en 1928. A diferencia del Yung Sui, este tenía unas dimensiones mayores, una forma del casco mejorada, una torre blindada y un mejor armamento (el cañón de 120 mm de popa fue reemplazado por uno de 150 mm). Por este motivo, se cree que el Yat Sen realmente no era un crucero ligero, sino una cañonera pesada.
Su construcción inició en, en el astillero Jiangnan, Shanghái. Tuvo un coste de producción de 3 millones de yuanes.
Una segunda unidad estaba en producción en el mismo astillero y se utilizaron los mismos planos que los del Yat Sen con una serie de modificaciones. La eslora era de 86 metros, con una manga un inferior de 10,3 metros y un tonelaje total de 1730. Pese a encontrarse en construcción, tras la caída de Shanghái fue capturado y entregado a Mitsubishi Corporation. Nunca terminaría de completarse.

## Historial de servicio
Para 1931 ya formaría parte de la flota principal de la armada junto a los cruceros hermanos Ning Hai y Ping Hai y el crucero Ying Rui. Chen Yi, presidente de la provincia de Fujian, lo utilizaría como transporte en 1935 para visitar Taiwán en conmemoración el 40 aniversario de la creación del gobierno japonés en la isla. 
El 7 de agosto de 1937, un mes después del inicio de la guerra contra Japón, se planificó como defender el río Yangtsé. Para ello hundirían los barcos obsoletos, bloqueando el río y colocando detrás a la flota principal. Esto se realizaría el 12 de agosto. El capitán asignado en el Yat Sen fue Chen Bingqing.

### Batallas en el río Yangtsé[2]
El 16 de agosto se inicia la primera batalla en la que participaría la cañonera. Esta incursión de 6 bombarderos G3M atacó a la flota principal sin provocar ningún daño a la armada.
El 20 de septiembre de 1937, Oikawa Koshiro ordenó al portaviones Kaga y a la segunda flotilla aérea hundir la flota principal. El 22 de ese mes se realizaría el primer ataque. A las 10:30, doce B3Y1 y seis A4N1 bombardearían a los barcos principales. Por un lado, tanto el crucero Ning Hai como el Yat Sen recibieron un impacto de una bomba de 60kgs en la proa, suponiendo un daño leve para ambos. Por otro lado, el Ping Hai recibió un impacto de otra bomba en la parte delantera del estribor, sufriendo una  inundación e hiriendo al capitán. Al mediodía y al atardecer se iniciarían dos nuevas oleadas. Ambas fracasaron en los intentos de hundir la flota principal. La primera no logró dañar a ningún barco. En la segunda solo logró impactar una bomba de 30kgs en el Ping Hai, sin suponer ningún daño grave. Una hora después, se lanzaría una cuarta oleada, para acabar con el Ping Hai. Como no lo localizaron atacaron el Ying Rui, recibiendo cuatro impactos. Tras finalizar el día, no se logró hundir ningún barco. El Ping Hai y el Ying Rui fueron dañados y reclamaron el derribo de 5 aviones japoneses.
El 23 a las 11:00 fue avistado el Yat Sen y al resto de la flota por aviones de reconocimiento. Se lanzaron dos oleadas de D3A1 contra el Ping Hai produciéndole daños mortales tras recibir 5 impactos de bombas de 60kgs. Tras esto el nuevo buque insignia y objetivo sería el Ning Hai. Ese mismo día recibió dos impactos, produciendo una inundación y dejando herido al capitán. El Ning Hai trató de volver al puerto, pero debido a los daños e inundación quedó prácticamente inmovilizado. Por ello el capitán pasó al mando al Yat Sen. Tras finalizar el día, se logró dañar gravemente el Ping Hai e inundar e inmovilizar el Ning Hai. Reclamaron el derribo de 4 aviones japoneses.
El 26 sufrió una nueva oleada de ataque por otro escuadrón de B3Y1, originario del portaviones Kaga, resultando gravemente dañado y pudiendo derribar dos aviones. Pudo aproximarse al puerto de Jiangyin con un total de 22 bajas de su tripulación y su popa sumergida. A finales de ese año fue capturado por las fuerzas japonesas.

### Servicio en la armada japonesa
Para 1938 el barco sería reparado en Kure, Hiroshima. Se le cambiaría el armamento incorporándole 3 cañones de 80mm, 5 cañones antiaéreos de 25mm, 6 ametralladores de 7,7mm y se le renombraría como Atada (阿多田). Además de incorporarle un radar y blindaje en la cubierta. Tras esto, sería utilizado como barco de entrenamiento. Estaría en servicio hasta que finalizase la Segunda Guerra Mundial con la rendición de Japón. Como reparación de guerra, se devolvería a la República de China el 28 de agosto de 1946.

### Regreso a la armada de la República China
Tras su regreso se le renombraría como Yi Hsien, y lucharía a favor de la República china contra el Partido Comunista de China en la Guerra civil china. En 1949 fue estacionado en Jiāngyīn, donde tuvo que rendirse contra las tropas comunistas. Tras mostrar la bandera blanca, el capitán Song Changzhi (futuro ministro de defensa de Taiwán) comandaría el barco para escaparse por la noche y regresar junto al resto de la Armada en Shanghái. No realizaría ninguna incursión importante hasta estar fuera de servicio.
El 1 de junio de 1958 fue dado de baja, para terminar desguazado el 19 de mayo de 1959 por un pago de 2.682.500 yuanes.